# Andreas Peschcke Køedt

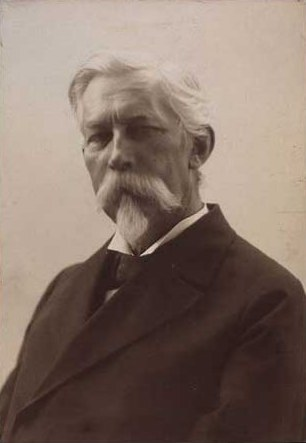
Andreas Peschcke Køedt.

Andreas Peschcke Køedt, född 22 april 1845, död 10 maj 1929, var en dansk affärsman och politiker.
Køedt blev manufakturgrosshandlare i Köpenhamn 1875. 1881 grundade han deltaljmagasinet Messen, vilket efter hand antog jätteformat med anslutna industriella företag. Køedt var en framstående affärsman och en betydande personlighet med mångsidiga intressen. Han stiftade 1887 tullreformföreningen, 1895 Venstrereformpartiet. Som medlem av Folketinget 1895-1901 uppnådde dock Køedt endast obetydliga resultat. Han bekämpade tullagen 1908 och Carl Theodor Zahles handelspolitik under första världskriget.